# Go-Nijō Tennō
Go-Nijō Tennō (後二条天皇?) (9 de marzo de 1285 – 10 de septiembre de 1308) fue el 94.º emperador de Japón, según el orden tradicional de sucesión. Reinó entre el 3 de marzo de 1301 y el 10 de septiembre de 1308. Antes de ser ascendido al Trono de Crisantemo, su nombre personal (imina) era Príncipe Imperial Kuniharu (邦治親王 Kunihari-shinnō?).

## Genealogía
Fue el hijo mayor del Emperador Go-Uda; pertenecía a la rama Daikakuji-tō de la Familia Imperial.

## Biografía
El Príncipe Imperial Kuniharu asumió el título de Príncipe de la Corona por proclamación imperial en 1286, y sería heredero de su primo tercero, el Emperador Go-Fushimi.
En 1301, el Emperador Go-Fushimi abdica tras presiones de la rama Daikakuji-tō y el Príncipe Imperial Kuniharu asumiría el trono a los quince años con el nombre de Emperador Go-Nijō.
Su padre, el Emperador Go-Uda actuaría como Emperador Enclaustrado. Durante su reinado acrecentó la disputa de las ramas Daikakuji y Jimyōin. 
El 10 de septiembre de 1308, el Emperador Go-Nijō fallece por una enfermedad, a los 23 años.

## Kugyō
- Sesshō:
- Daijō Daijin
- Sadaijin:
- Udaijin:
- Nadaijin:
- Dainagon:

## Eras
- Shōan (1299 – 1302)
- Kengen (1302 – 1303)
- Kagen (1303 – 1306)
- Tokuji (1306 – 1308)